# Trichodezia reciprocata
Trichodezia reciprocata là một loài bướm đêm trong họ Geometridae.